# ملكة جمال العالم 1955
ملكة جمال العالم 1955 هي مسابقة ملكة جمال العالم الخامسة في تاريخ مسابقة ملكة جمال العالم منذ انطلاقتها عام 1951، عقدت في 20 أكتوبر 1955 في مسرح لايسيوم في لندن ، المملكة المتحدة. تنافست 21 متسابقة على التاج. في نهاية الحدث توجت سوزانا دويم من فنزويلا لتكون ملكة جمال العالم الجديدة من قبل إيونيس جيسون . لم تحضر ملكة جمال العالم في العام السابقة ، أنتيجون كوستاندا من مصر ، بسبب القتال بين مصر والمملكة المتحدة على قناة السويس. كانت هذه هي المرة الأولى التي تفوز فيها فنزويلا بلقب ملكة جمال العالم. كانت هذه هي المرة الأولى التي تتوج فيها فائزة بالتاج على رأسها. كارمن دويم أيضا في المرتبة 15 في ملكة جمال الكون 1955.

## النتائج

### المراكز النهائية

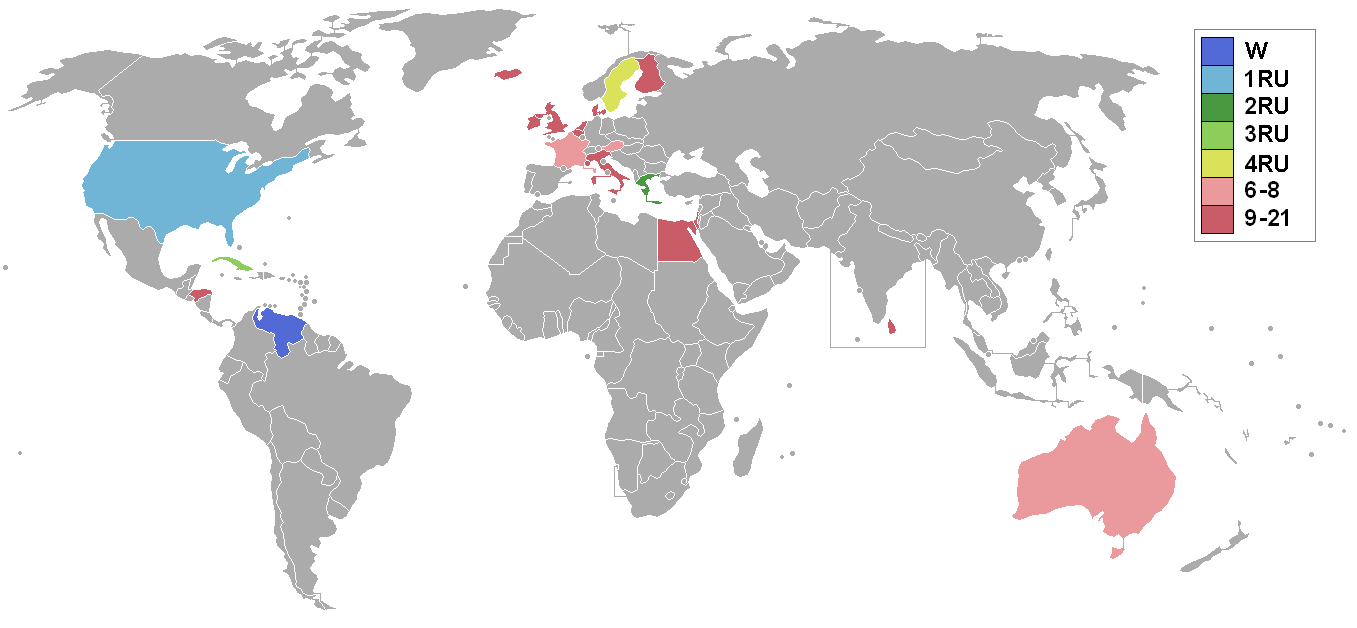
البلدان والأقاليم التي أرسلت المندوبين والنتائج لملكة جمال العالم 1955

| النتائج النهائية      | المتنافسة                                              |
| --------------------- | ------------------------------------------------------ |
| ملكة جمال العالم 1955 | - فنزويلا - سوزانا دويم †                              |
| الوصيفة الأولى        | - الولايات المتحدة - مارغريت آن هايوود                 |
| الوصيفة الثانية       | - اليونان - جوليا كوموندورو                            |
| الوصيفة الثالثة       | - كوبا - جيلدا مارين                                   |
| الوصيفة الرابعة       | - السويد - أنيتا أوستراند                              |
| الوصيفة الخامسة       | - فرنسا - جيزيل تيري                                   |
| أفضل 8                | - أستراليا - بيفرلي بروس - النمسا - فيليتكاس فون جوبيل |

## المتسابقات
- أستراليا - بيفرلي براوز
- النمسا - فيليتكاس فون جوبيل
- بلجيكا - روزيت غيسلين
- سيلان - فيولا سيتا
- كوبا - جيلدا مارين
- الدنمارك - كارين بالم راسموسن
- فنلندا - ميرفا أورفاكي أرفينن
- فرنسا - جيزيل تييري
- ألمانيا - بيات كروجر
- المملكة المتحدة - جينيفر تشيمز
- اليونان - تزوليا جورجيا كوموندورو
- هولندا - أنجلينا كالكهوفن
- هندوراس  - باستورا باغان فالينزويلا
- أيسلندا- أرنا هورليفسدوتير
- أيرلندا - إيفلين فولي
- إسرائيل - ميريام كوتلر
- إيطاليا - فرانكا إنكورفايا
- مونتي كارلو - جوزيت ترافرز
- السويد - أنيتا أوستراند
- الولايات المتحدة - مارغريت آن هايوود
- فنزويلا - سوزانا دويم †

## الروابط الخارجية
- موقع ملكة جمال العالم الرسمي